# 秃柄锦香草
秃柄锦香草（学名：Phyllagathis nudipes）为野牡丹科锦香草属下的一个种。

## 扩展阅读
- 維基物種上的相關：秃柄锦香草